# Piacere Michele Imperatore
Piacere Michele Imperatore è un film del 2008 diretto da Bruno Memoli ed interpretato da Biagio Izzo e Giovanni Esposito.

## Trama
Michele Imperatore è un cantautore napoletano sempre a corto di denaro e dipendente dalla benevolenza di un amico ricco che è pronto a finanziarlo purché lui glielo chieda. Ma Michele ha una sua dignità e non vuole cedere. Trova una degna spalla nell'amico Tonino il quale è decisamente più sfortunato di lui, anche nei rapporti con l'altro sesso. Quando i due incontrano due tedesche (Stefi e Karin) si danno da fare per impressionarle noleggiando un BMW e scarrozzandole in giro per la costiera amalfitana.

## Curiosità
- Il cantautore napoletano Luca Sepe ha prestato la sua voce a Biagio Izzo nelle scene di canto.